# Jiro Kuroshio
Sōjirō Higuchi (樋口 壮士朗?, Higuchi Sōjirō; Adachi, 19 settembre 1992) è un wrestler giapponese.
Higuchi è noto per i suoi trascorsi nella Wrestle-1 e nella WWE, dove si è esibito dal 2020 al 2023.

## Carriera

### Primi anni (2011–2013)
Usando il ring name Jiro Kuroshio, Higuchi debuttò nel wrestling professionistico il 30 dicembre 2011 contro il compagno al Koji Doi all'evento "Smash 24". Adottò il nome "Kuroshio" dal nome del ristorante nabemono gestito dai suoi genitori, il "Nabeya Kuroshio". La Smash si chiuse nel marzo 2012 e il 5 aprile 2012 Kuroshio, insieme a Tajiri e tutti gli altri lottatori, arbitri e tirocinanti, passò alla Wrestling New Classic.
All'evento WNC Before the Dawn, Kuroshio lottò nel suo primo match per la Wrestling New Classic perdendo contro Josh O'Brien. Ad un evento al Korakuen Hall il 30 agosto 2012, dopo aver sconfitto Koji Doi, Kuroshio annunciò di essere diventato un apprendista di Hajime Ohara e si unì all'unità di Ohara "DQN". Il 16 luglio, Kuroshio, Lin Byron e Tsubasa sconfissero The Bodyguard, Mio Shirai e Takuya Kito nelle finali di un torneo a sei persone in una notte per vincere la Kito Cup 2012, con Byron che schienò il creatore del torneo Kito per la vittoria. Kuroshio prese parte anche alla Dave Finlay Cup del 2012, perdendo in semifinale contro Koji Doi. Nel 2013 cambiò il suo ring name in "Jiro Ikemen Kuroshiro" e adottò la gimmick dell'"Ikemen". Come l'anno prima, partecipò alla Dave Finlay Cup, perdendo contro Kaji Tomato.

### Wrestle-1 (2014–2020)
Facendo il suo debutto in Wrestle-1 nell'aprile 2014 divenne un membro ufficiale del roster il 1º luglio, quando Kuroshio insieme a Tajiri, Akira, Yusuke Kodama, Koji Doi e Rionne Fujiwara lasciarono la WNC. Kuroshio formò rapidamente la stable Novus con gli altri ex-allievi della WNC Kodama, Doi e Fujiwara. Nel mese di agosto Kuroshio sconfisse Andy Wu in un incontro di qualificazione, guadagnandosi il diritto di entrare nell'inaugurale Wrestle-1 Championship Tournament, e sarebbe andato a perdere contro Masayuki Kono al primo turno. Nel mese di novembre ha formato il tag team "Ikemen Samurai" con Masakatsu Funaki, e i due parteciparono all'inaugurale tornerò per il Wrestle-1 Tag Team Championship. Con Kuroshio che si unì a Funaki e Doi che si unì a Desperado, la Novus si sciolse in seguito. Il 30 maggio 2015 Kuroshio avrebbe poi vinto il "Road to Keiji Muto Tournament" guadagnandosi il diritto di affrontare Keiji Muto in un match, perdendo contro di lui il 18 giugno. Sempre a giugno, gli Ikemen Samurai si sciolsero dopo che Funaki lasciò la federazione. Kuroshio sarebbe poi arrivato alle semifinali del Grand Prix di Wrestle-1 2015 prima di perdere contro il vincitore finale Manabu Soya, ottenendo però vittorie importanti sul suo ex-mentore Tajiri e sull'ex campione della Wrestle-1 Kai.
Dopo il torneo, Kuroshio formò la stable Jackets con Yasufumi Nakanoue e Seiki Yoshioka. Il 9 ottobre, il trio sconfisse il New Wild Order (Akira, Jun Kasai e Kumagoro) vincendo il vacante UWA World Trios Championship. Il 3 novembre persero però i titoli contro il Real Desperado (Kazma Sakamoto, Koji Doi e Nosawa Rongai), rivincendoli poi il 27 novembre. Il 7 gennaio 2016 i Jackets resero vacanti i titoli a causa del fatto che Yoshioka aveva subito un intervento chirurgico all'intestino non potendo dunque difendere il titolo 10 gennaio. Il 31 gennaio i Jackets persero contro Kaz Hayashi, Minoru Tanaka e Tajiri per il titolo vacante. A metà del 2016 i Jackets si sciolsero quando Nakanoue lasciò la Wrestle-1.
Il 27 novembre 2016 Kuroshio sconfisse Yohei Nakajima per il Gaora TV Championship vincendo il suo primo titolo in singolo. Il 7 dicembre Kuroshio, Andy Wu, Daiki Inaba, Yusuke Kodama, Seiki Yoshioka, Koji Doi, Kumagoro e Kohei Fujimura formarono una stable nota come New Era. Nel febbraio 2017 Kuroshio venne costretto a rendere vacante il Gaora TV Championship a causa di un infortunio.
Il 23 marzo 2019 Kuroshio annunciò la sua partenza dalla Wrestle-1, con il suo ultimo match in Giappone svoltosi il 3 aprile al Korakuen Hall. Kuroshio fece poi il suo debutto sul suolo americano un mese dopo, il 5 aprile, in un match indipendente a New York, sconfiggendo Rich Swann. Kuroshio tornò periodicamente a Wrestle-1 come freelancer e partecipò ad una Battle Royal finale della federazione il 1º aprile 2020.

### WWE (2020–2023)

#### NXT(2020–2023)
Nel dicembre del 2020 la WWE annunciò di aver messo sotto contratto Higuchi, mandandolo al Performance Center per farlo allenare. Il debutto di Higuchi come Ikemen Jiro avvenne nella puntata di 205 Live del 7 maggio 2021 dove, facendo coppia con August Grey, sconfisse Ariya Daivari e Tony Nese. Nella puntata di NXT del 13 luglio Jiro partecipò all'NXT Breakout Tournament ma venne sconfitto da Duke Hudson al primo turno. In seguito, Jiro si alleò con Kushida formando i Jacket Time, ma nel loro debutto come tag team vennero sconfitti dai Grizzled Young Veterans nella puntata di 205 Live del 5 novembre a causa della distrazione dei Creed Brothers. Nella puntata di NXT 2.0 del 25 gennaio i Jacket Time parteciparono al torneo del Dusty Rhodes Tag Team Classic ma vennero eliminati dagli MSK nei quarti di finale. Il 18 aprile 2022 il contratto di Kushida con la WWE terminò e l'atleta lasciò la federazione, segnando la fine dei Jacket Time.
Dopo aver combattuto poche volte ad NXT e NXT Level Up, il 22 settembre 2023 venne licenziato dalla WWE.

## Personaggio

### Mosse finali
- Dropkick
- Hybrid Blaster (Modified Tombstone Piledriver)
- Ikemen Slash (Enzuigiri alla gola di un avversario in piedi)
- Moonsault press

### Soprannomi
- "Ikemen"

### Musiche d'ingresso
- Ganbare! di Tomoyuki Ushida (WWE; 2020–2023)

## Titoli e riconoscimenti
- All Japan Pro Wrestling
  - Gaora TV Championship (1)
- DDT Pro-Wrestling
  - DDT Extreme Championship (1)
- Pro Wrestling Illustrated
  - 228º tra i 500 migliori wrestler singoli nella PWI 500 (2018)
- Wrestle-1
  - UWA World Trios Championship (4) – con Seiki Yoshioka e Yasufumi Nakanoue (2), Jay Freddie e Kumagoro (1) e Koji Doi e Kumagoro (1)
  - Wrestle-1 Result Championship (1)
  - Wrestle-1 Tag Team Championship (1) – con Masato Tanaka
  - Road to Keiji Muto Tournament (2015)
  - Wrestle-1 Grand Prix (2017)
- Wrestling New Classic
  - Kito Cup (2012) – con Lin Byron e Tsubasa